# Ingrandes, Indre

Ingrandes este o comună în departamentul Indre, Franța. În 1 ianuarie 2022 avea o populație de 299 de locuitori.